# Ogbunike
Ogbunike est une ville du sud du Nigeria située dans l'État d'Anambra, en pays igbo.
Elle est connue pour ses grottes inscrites sur la liste indicative du Patrimoine mondial en 2007.
C'est un royaume traditionnel, dirigé par l'Igwe d'Ogbunike. Son souverain John Ositadimma Umenyiora est décédé le 28 avril 2020.